# Chlorek strontu
Chlorek strontu – nieorganiczny związek chemiczny, sól kwasu solnego i strontu.
W temperaturze poniżej 61 °C krystalizuje w postaci sześciohydratu SrCl2·6H2O. Przy wzroście temperatury rozpuszcza się w wodzie krystalizacyjnej i przechodząc przez etap dwuhydratu i jednohydratu w temperaturze 320 °C ulega całkowitemu odwodnieniu.
Chlorek strontu, podobnie jak inne sole strontu, barwi płomień na karminowo.